# Natalja Joselewitsch
Natalja Joselewitsch (* 1991 in Hamburg) ist eine deutsche Journalistin und ehemalige Theater- und Filmschauspielerin.

## Leben
Natalja Joselewitsch studierte von 2011 bis 2013 Schauspiel in Leipzig am Schauspielinstitut Hans Otto der Hochschule für Musik und Theater „Felix Mendelssohn-Bartholdy“. 2013 bis 2015 setzte sie das Studium im Schauspielstudio am neuen theater Halle fort und war in dieser Zeit bereits in zahlreichen Inszenierungen zu sehen.
Von 2015 bis 2018 war sie fest im Ensemble am Theater Münster engagiert und arbeitete u. a. mit Regisseuren wie Frank Behnke, Laura Linnenbaum und Stefan Otteni.
Im Sommer 2018 gab sie bei den Bad Hersfelder Festspielen die Viola in „Shakespeare in Love“ und erhielt dafür zusammen mit ihrem Bühnenpartner Dennis Herrmann den Großen Hersfeld-Preis. Folgeengagements führten sie an das Saarländische Staatstheater und an das Volkstheater Rostock.
Ab 2015 spielte Joselewitsch regelmäßig für Film und Fernsehen, u. a. die Hauptrolle Kommissarin Sonja Lemke in Tatverdacht: Team Frankfurt ermittelt auf RTL.
Seit 2020 arbeitet sie als freie Radiojournalistin und Autorin für unterschiedliche Sendeformate bei Deutschlandfunk Kultur, Deutschlandfunk Nova und SWR2. Sie produziert die Podcastreihe 'Deutschland im Ohr' für das Goethe-Institut San Francisco und ist Host des SWR-Podcasts 'Mein Mensch', der im April 2025 erscheint. Als Sprecherin arbeitet sie deutschlandweit für namhafte Studios und Sender und ist für Hörbücher, Werbung, Audioguides und Features im Einsatz.
Natalja Joselewitsch lebt in Berlin.

## Theaterrollen
- 2019/20: Die Räuber / Rolle: Amalia / R: Daniel Pfluger / Volkstheater Rostock
- 2019/20: Der nackte Wahnsinn / Rolle: / R: Andreas Merz-Raykov / Volkstheater Rostock
- 2018/19: Das achte Leben (für Brilka) / Rolle: Niza / R: Bettina Bruinier / Saarländisches Staatstheater
- 2018/19: Shakespeare in Love / Rolle: Viola de Lesseps / R: Antoine Uitdehaag / Bad Hersfelder Festspiele
- 2017/18: Amphitryon / Rolle: Charis / R: Caroline Stolz / Theater Münster
- 2017/19: Das weiße Album / Rolle: Diverse / R: Michael Letmathe / Theater Münster
- 2017/18: Andorra / Rolle: Barblin / R: Laura Linnenbaum / Theater Münster
- 2017/18: Der Kaufmann von Venedig / Rolle: Nerissa / R: Stefan Otteni / Theater Münster
- 2017/18: Je suis Fassbinder / Rolle: Natalja / R: Max Claessen / Theater Münster
- 2016/17: Geächtet / Rolle: Jory Braithwaith / R: Christina Paulhofer / Theater Münster
- 2016/17: Match Point / Rolle: Nola Rice / R: Christian Brey / Theater Münster
- 2016/18: Tom auf dem Lande / Rolle: Sarah / R: Michael Letmathe / Theater Münster
- 2016/17: Leonie und Lena / Rolle: Lena / R: Robert Teuffel / Theater Münster
- 2016/17: Die Präsidentinnen / Rolle: Mariedl / R: Anne Bader / Theater Münster
- 2016/17: Eine Sommernacht / Rolle: Helena / R: Christina Gegenbauer / Theater Münster
- 2016/17: Enron / Rolle: Elise / R: Dominique Schnizer / Theater Münster
- 2015/16: Die Verschwörung des Fiesco zu Genua / Rolle: Leonore / R: Frank Behnke / Theater Münster
- 2015/16: Floh im Ohr / Rolle: Eugenie / R: Christian Brey / Theater Münster
- 2015/16: Die Blechtrommel / Rolle: Maria, Bebra / R: Alexander Frank / Theater Münster
- 2014/15: Fame / Rolle: Grace Lamb / R: Matthias Brenner / Neues Theater Halle
- 2014/15: Effi Briest / Rolle: Marietta Tripelli / R: Alice Asper / Neues Theater Halle
- 2014/15: Dantons Tod / Rolle: Lucile / R: Jörg Steinberg / Neues Theater Halle
- 2014/15: Die Räuber / Rolle: Schwarz / R: Antje Weber / Neues Theater Halle
- 2013/14: Ariadne auf Naxos / Rolle: Ariadne / R: Axel Poike / Neues Theater Halle
- 2013/14: Mimi und Mozart / Rolle: Mimi / R: Thomas Schindel / Neues Theater Halle

## Auszeichnungen
- 2018: Großer Hersfeld-Preis für ihre Darstellung der Viola de Lesseps in Shakespeare in Love

## Filmografie
- 2013: Kanzleramt Pforte D
- 2014: SOKO Leipzig, Fernsehserie
- 2017: SOKO Leipzig, Fernsehserie
- 2018: Tatverdacht: Team Frankfurt ermittelt, Fernsehserie
- 2019: SOKO Leipzig, Fernsehserie
- 2019: Schwarzach 23 und das mörderische Ich